# Josef Kis
Josef Kis (auch Kiss, * 10. Jänner 1833 in Eisenstadt; † 5. November 1900 in Wien) war ein österreichischer Porträt-, Historien-, und Genremaler.

Porträt Kaiser Franz Joseph I., um 1867/70

## Leben
Kis studierte an der Wiener Akademie der bildenden Künste, seine Lehrer waren Peter Johann Nepomuk Geiger und Karl von Blaas.
Sein wichtigster Auftraggeber wurde Erzherzog Maximilian, der spätere Kaiser von Mexiko. Nach dessen Hinrichtung 1867 ebendort malte Kis Porträts für den ungarischen Adel und darüber hinaus auch Altarbilder. Den österreichischen Kaiser Franz Joseph I. porträtierte er mehrere Male, u. a. während der Verhandlungen zum Österreichisch-Ungarischen Ausgleich. Dieses Ölgemälde hängt heute an prominenter Stelle im Saal V (Franz Joseph-Saal) des Wiener Heeresgeschichtlichen Museums.
Ab dem Jahr 1876 war er Mitglied des Wiener Künstlerhauses, weitere biografische Daten sind bis dato unbekannt.

## Werke (Auswahl)
- Porträt Kaiser Franz Joseph I. als Feldmarschall in ungarischer Galauniform, um 1867/70, Öl auf Leinwand, ca. 150 × 110 cm, Heeresgeschichtliches Museum, Wien.